# Stereocentru

Exemplu de stereocentru (marcat cu un asterisc albastru) în molecula de 3-metilhexan. În acest caz, avem un atom de carbon asimetric, care leagă trei grupe alchil diferite (etil, n-propil și metil) și un atom de hidrogen.

Un stereocentru sau un centru stereogen este orice parte dintr-o moleculă, nu neapărat un atom, care are legate grupe funcționale, iar prin interschimbarea a două grupe astfel legate apare un caz de stereoizomerie. Termenul de stereocentru a fost introdus în anul 1984 de către Kurt Mislow și Jay Siegel. În mod analog, un centru chiral este un sterocentru constituit dintr-un atom legat de anumiți liganzi, astfel încât aranjamentul spațial nu permite suprapunerea moleculei cu imaginea sa în oglindă. Conceptul de chiralitate este un concept generalizat al atomului de carbon asimetric, astfel că interschimbarea a două grupe dă naștere enantiomeriei.